# HC 19 Humenné
HC 19 Humenné (celým názvem: Hockey Club 19 Humenné) je slovenský klub ledního hokeje, který sídlí ve městě Humenné a hraje 1. slovenskou hokejovou ligu. Své domácí zápasy hraje na Zimním stadionu Humenné.

## Historie
Klub vznikl v roce 2019 po ukončení činnosti bývalého klubu MHK Humenné, který působil v 1. slovenské hokejové lize. Práva na licenci z 1. ligy chtěl převzít nově vzniklý klub HC 19 Humenné, právo na licence se nepodařilo získat a klub byl poslán do 2. slovenské hokejové ligy. První ročník odehráli ve skupině B, v základní části skončili na druhém místě a v playoff postoupili až do finále, finále nebylo možno dohrát z důvodu pandemie covidu-19. Oba finalisté HC 19 Humenné a HK MŠK Indian Žiar nad Hronom dostali právo se zúčastnit příštího ročníku 1. slovenské hokejové ligy, HC 19 Humenné tak podal přihlášku a v zápěti byl přijat do soutěže, Indiani Žiar nad Hronom nepodali přihlášku a zůstali ve 2. lize. Humenné strávil tři roky v první lize, pokaždé dokázal postoupit do playoff. Ročník 2022/2023 se stal historicky neúspěšnější v dějinách hokeje v Humenné, v základní části skončil na druhém místě a v playoff dokázal porazit ve finále tým Vlci Žilina 4:3 na zápasy a postoupili do nejvyšší soutěže. V nejvyšší soutěži strávili pouze jeden rok, ve které skončili v základní části na posledním místě a sestup do 1. ligy.

## Přehled ligové účasti
Stručný přehled
- 2019-2020 : 2. slovenská hokejová liga (3. ligová úroveň ve Slovensku)
- 2020-2023 : 1. slovenská hokejová liga (2. ligová úroveň ve Slovensku)
- 2023-2024 : Slovenská extraliga (1. ligová úroveň ve Slovensku)
- 2024 : 1. slovenská hokejová liga (2. ligová úroveň ve Slovensku)

Jednotlivé ročníky
| Slovensko (2019–) |                 |           |           |                                                        |          |
| Sezóny            | Soutěž          | Úroveň    | ZČ        | Play-off, nadstavba, sk. o udržení...                  | Poznámky |
| 2019/2020         | 2. liga - sk. B | 3. úroveň | 2. místo  | Finále (0:0 na zápasy s HK MŠK Indian Žiar nad Hronom) | Postup   |
| 2020/2021         | 1. liga         | 2. úroveň | 7. místo  | Čtvrtfinále (prohra 0:4 na zápasy s Vlci Žilina)       |          |
| 2021/2022         | 1. liga         | 2. úroveň | 4. místo  | Čtvrtfinále (prohra 1:4 na zápasy s HC Topoľčany)      |          |
| 2022/2023         | 1. liga         | 2. úroveň | 2. místo  | Finále (výhra 4:3 na zápasy s Vlci Žilina)             | Postup   |
| 2023/2024         | Extraliga       | 1. úroveň | 12. místo | Ne                                                     | Sestup   |
| 2024/2025         | 1. liga         | 2. úroveň | 5. místo  | Čtvrtfinále (prohra 1:4 na zápasy s HK Skalica)        |          |

Legenda: ZČ - základní část, červené podbarvení - sestup, zelené podbarvení - postup, fialové podbarvení - reorganizace, změna skupiny či soutěže